# Franciszek Kosowicz
Franciszek Kosowicz ps. Maciejka, Małecki (ur. 16 września 1928 w Rakowie k. Mołodeczna, zm. 12 lipca 2017 w Los Angeles) – członek polskiego ruchu oporu w czasie II wojny światowej, żołnierz Armii Krajowej oraz 2 Korpusu Polskiego, działacz polonijny.

## Życiorys
W szeregi Związku Walki Zbrojnej wstąpił w 1941 roku. Na początku, jako żołnierz Nowogrodzkiego Okręgu AK przebywał na placówce w Rakowie, a następnie został przeniesiony do 2 szwadronu 27 pułku ułanów AK im. Króla Stefana Batorego. Uczestniczył w walkach z partyzantką radziecka, m.in. pod Pralnikami, Lubieniem, Rakowem i Połoneczką. W lipcu 1944 roku, wraz ze Zgrupowaniem Stołpecko-Nalibockim AK przedostał się w rejon Warszawy. W sierpniu 1944 roku walczył w Grupie AK Kampinos, biorąc udział w natarciach na lotnisko bielańskie oraz starciach pod Truskawiem, Piaskami, Borzęcinem i Jaktorowem.
W styczniu 1945 roku został aresztowany przez NKWD pod Józefowem. Zbiegł z transportu więźniów jadącego na Syberię i powrócił do Warszawy, gdzie w maju 1945 roku został przydzielony do ochrony Komendy Głównej Delegatury Sił Zbrojnych na Kraj. W listopadzie 1945 roku przedostał się do Włoch, gdzie wstąpił w szeregi 2 Korpusu Polskiego, w którym służył do lutego 1949 roku. W tym samym miesiącu zaciągnął się do U.S. Army. Służył m.in. w kompanii wartowniczej berlińskiego więzienia Spandau, strzegącej oskarżonych w procesach norymberskich. Następnie wyjechał do Stanów Zjednoczonych, gdzie mieszkał do śmierci. Zaangażował się w działalność środowisk Polonii Amerykańskiej, pełniąc m.in. funkcje prezesa Komitetu Pomocy Polakom na Wschodzie oraz Kongresu Polonii Amerykańskiej Południowej Kalifornii.
12 października 2000 awansowany na stopień podporucznika.

## Ordery i odznaczenia
Za swe zasługi został odznaczony: Krzyżem Komandorskim i Oficerskim Orderu Zasługi Rzeczypospolitej Polskiej, Krzyżem Walecznych, Brązowym Krzyżem Zasługi z Mieczami, Krzyżem Armii Krajowej, Warszawskim Krzyżem Powstańczym, Krzyżem Partyzanckim, Medalem Wojska „Polska Swemu Obrońcy”, Krzyżem WiN, Medalem Pro Memoria oraz brytyjskim Medalem za Wojnę 1439-1945 i Medalem NATO za Chwalebną Służbę. Otrzymał również Order Polonia Mater Nostra Est z rąk kardynała Józefa Glempa oraz Medal Prymasowski „Zasłużonemu w posłudze dla Kościoła...”. 
Uhonorowano go również Odznakami Pamiątkowymi: Armii Krajowej, Okręgu Nowogródek-Wilno, Akcji „Burza”, Grupy Kampinos AK 1944, WiN, II Korpusu Weterana Walk o Niepodległość, 60-lecia Powstania Warszawskiego oraz Honorową Odznaką 27 Pułku Ułanów im. Króla Stefana Batorego.